# Halsted Kloster
Halsted Kloster er et tidligere kloster på Lolland, som siden bl.a. har tjent som en herregård (1721-1922 benævnt Juellinge). Klosteret ligger i Halsted Sogn i Lolland Kommune. 

## Historie
Klosteret er blevet opført omkring 1300 af benediktinerordenen. De overtog den lokale sognekirke fra 1100-tallet og ombyggede og udvidede den, samtidig med at de byggede et firfløjet klosteranlæg i direkte forbindelse med kirken.
Halsted Kloster hed Juellinge fra 1721 til 1922. Den gamle hovedbygning er opført i 1589-1591 ved Hans von Andorf, Ny Hovedbygning opført 1847-1849.
Halsted Kloster Gods er på 1964 hektar med Skelstofte, Hellingegården, Højfjældegård, Vesterborggård, Charlottenlund og Sønderborggård. Ved klostret ligger Halsted Kloster Dyrehave.

## Ejere af Halsted Kloster
- 1305-1536 – Halsted Kloster
- 1536-1718 – Kronen
- 1718-1726 – Jens baron Juel-Vind (efter mageskifte med Juellinge (Stevns) ændrer godset navn til Juellinge)
- 1726-1738 – Ide Helle Margrethe Frederiksdatter Krag gift Juel-Vind
- 1738-1776 – Jens baron Krag-Juel-Vind
- 1776-1799 – Sophie Magdalene Carlsdatter von Gram gift Krag-Juel-Vind
- 1799-1815 – Frederik Carl baron Krag-Juel-Vind
- 1815-1838 – Carl Ludvig baron Krag-Juel-Vind-Frijs
- 1838-1885 – Frederik Julius greve Krag-Juel-Vind-Frijs
- 1885-1907 – Jens Christian greve Krag-Juel-Vind-Frijs
- 1907-1926 – Frederik lensgreve Krag-Juel-Vind-Frijs (efter lensafløsningen får godset i 1922 sit oprindelige navn Halsted Kloster)
- 1926-1959 – Niels lensgreve Krag-Juel-Vind-Frijs
- 1959-nu – Mogens Erhard Frederik greve Krag-Juel-Vind-Frijs

54°50′48.26″N 11°13′31.18″Ø / 54.8467389°N 11.2253278°Ø